# Limnocottus griseus
Limnocottus griseus (широколобка темна) — вид скорпеноподібних риб родини Abyssocottidae.

## Поширення
Ця прісноводна риба є ендеміком озера Байкал у Росії. Мешкає на мулистому дні на глибині до 250—1300 м.